# Xylaria rhopaloides
Xylaria rhopaloides är en svampart som först beskrevs av Kunze, och fick sitt nu gällande namn av Jean François Montagne 1855. Xylaria rhopaloides ingår i släktet Xylaria och familjen kolkärnsvampar.   Inga underarter finns listade i Catalogue of Life.